# Semblançay
Semblançay is een gemeente in het Franse departement Indre-et-Loire (regio Centre-Val de Loire). De plaats maakt deel uit van het arrondissement Tours. Semblançay telde op 1 januari 2022 2.170 inwoners.

## Geografie
De oppervlakte van Semblançay bedroeg op 1 januari 2022 35,66 vierkante kilometer; de bevolkingsdichtheid was toen 60,9 inwoners per km².

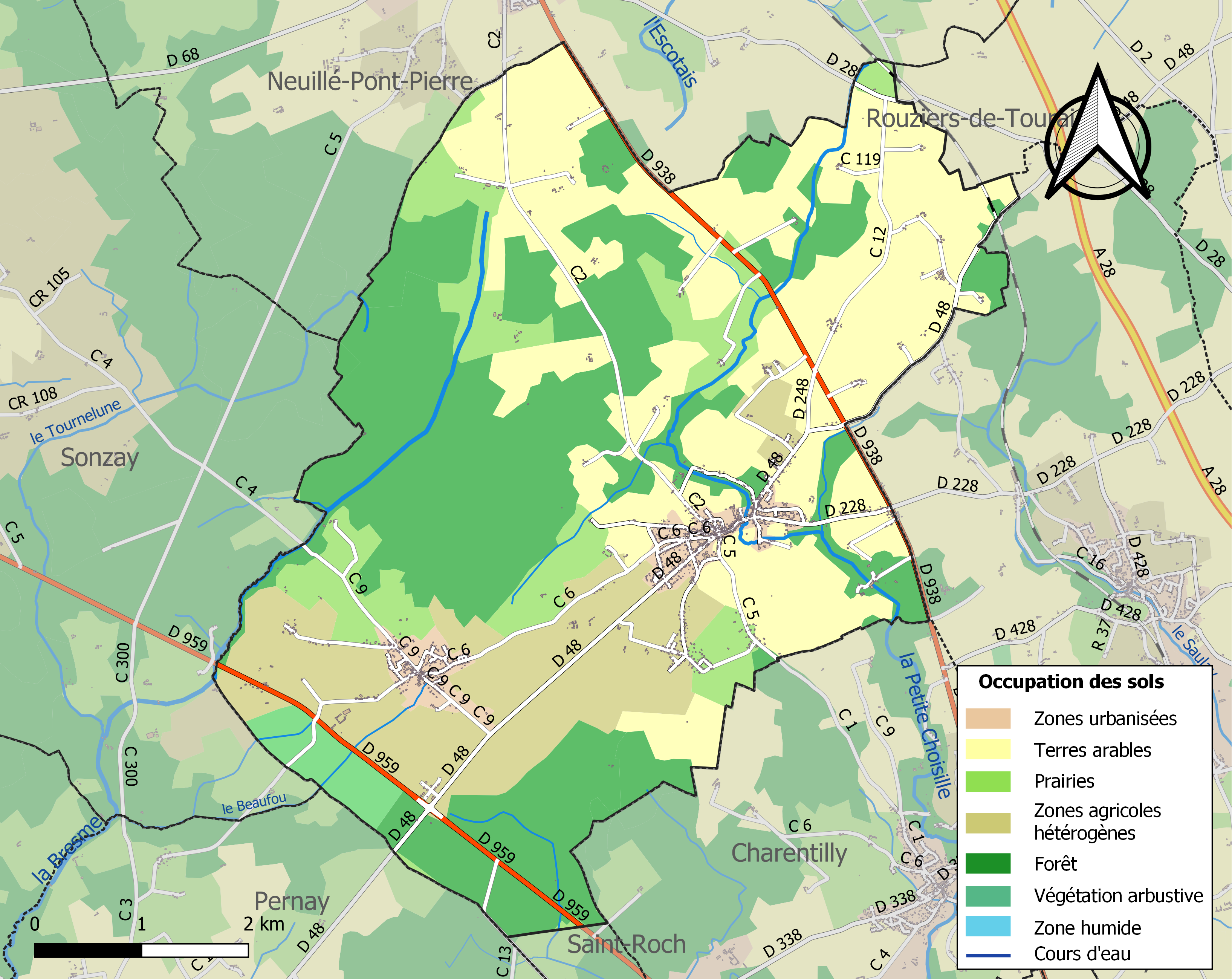
Kaart van de gemeente met de belangrijkste infrastructuur, bodemgebruik en omliggende gemeenten

## Demografie
Onderstaande figuur toont het verloop van het inwonertal (bron: INSEE-tellingen).

## Geboren in Semblançay
- Francis Girod (1944-2006), Frans cineast